# Узбережжя Ріксу (природна територія)
Приро́дна терито́рія «Узбере́жжя Рі́ксу» (ест. Riksu ranniku loodusala) — природоохоронна територія в Естонії, у повіті Сааремаа. Входить до Європейської екологічної мережі Natura 2000.
Загальна площа — 2194,7 га, у тому числі площа водойм — 1729 га.
Природна територія утворена 5 серпня 2004 року.

## Розташування
Населені пункти, що розташовуються поблизу природної території:
- у волості Ляене-Сааре: Коові, Котланді, Ріксу;
- у волості Салме: Лагетаґузе, Лимала, Мєлдрі, Тоомалиука.

## Опис
Метою створення об'єкта є збереження 13 типів природних оселищ (Директива 92/43/ЄЕС, Додаток I):
| Код   | Тип оселища | Площа, га |
| ----- | --- | --------- |
| 1150* | Узбережні лагуни | 45,0      |
| 1210  | Однорічна рослинність лінії прибою | 6,8       |
| 1220  | Багаторічна рослинність кам'янистих берегів                                                                                                   | 12,9      |
| 1620  | Бореальні балтійські острівці та малі острови                                                                                                 | 1,8       |
| 1630* | Бореальні балтійські узбережні луки | 98,0      |
| 1640  | Бореальні балтійські піщані пляжі з багаторічною рослинністю                                                                                  | 4,1       |
| 2130* | Стабільні узбережні дюни з трав'яною рослинністю («сірі дюни»)                                                                                | 2,4       |
| 5130  | Формації з Juniperus communis серед пустищ або карбонатних трав'яних угруповань                                                               | 5,8       |
| 6210* | Напівприродні лучні степи, остепнені луки й чагарникові зарості на вапнякових субстратах (Festuco-Brometalia) (оселища, важливі для орхідних) | 106,0     |
| 6280* | Північні альвари та плоскі скелі з докембрійських вапняків                                                                                    | 100,0     |
| 6410  | Луки з Molinia на вапнякових, торф'яних або глинисто-мулових ґрунтах (Molinion caeruleae)                                                     | 29,0      |
| 9010* | Західна тайга | 2,3       |
| 9070  | Феноскандійські заліснені пасовища | 6,1       |